# Visita de Basto
A visita de Basto era uma das visitas pastorais do Arcebispado de Braga, da zona pertencente ao Arcebispo Iure Ordinário. 
Dividia-se em duas partes: A primeira abrangia cerca de 30 igrejas distribuídas pelos concelhos de Cabeceiras de Basto, Celorico de Basto, Fafe, Braga, Vieira do Minho, Póvoa de Lanhoso, Guimarães e Braga. A segunda parte abrangia os concelhos de Celorico de Basto, Fafe e Guimarães, num total de 29 igrejas. 
Conventos pertencentes a várias circunscrições fazem parte dos mosteiros conventuais da Comarca de Entre Douro e Lima. São eles: Mosteiro de São Miguel de Refoios de Basto, Mosteiro de São João de Arnoia, Mosteiro de Roriz, Mosteiro de São Miguel de Vilarinho, Mosteiro de Santa Maria de Oliveira, Mosteiro de São Simão da Junqueira, Mosteiro de São Salvador de Freixo, Mosteiro de São Martinho de Caramos, Mosteiro de São Romão, Mosteiro de Santa Maria do Carvoeiro e Mosteiro de Salvador do Palme.